# Three of a Perfect Pair
《Three of a Perfect Pair》는 1984년 3월 27일, 음반사 E.G.에 의해 발매된 영국의 밴드 킹 크림슨의 열 번째 스튜디오 음반이다. 이 음반은 로버트 프립, 아드리안 벨류, 토니 레빈, 빌 브루포드의 콰르텟을 수록한 마지막 스튜디오 음반이다.

## 내용
이 음반은 전통적인 곡 구조의 균형을 1면("The Left Side")과 2면("The Right Side")의 자유 형식 즉흥 연주로 맞춰져 실험적인 《Discipline》과 상업적으로 더 접근하기 쉬운 《Beat》 사이에 들어맞는다.
2001년 CD 리마스터의 "The Other Side"은 1983년 세션의 기악 자료와 1989년 아카펠라 녹음(1991년 《Frame By Frame》 박스 세트에 처음 게시됨)으로 구성돼 있는데, 4부 하모니가 오버더빙을 통해 이뤄져 4부 하모니가 정말 토니 레빈 혼자 노래하는 유머러스한 바버샵 콰르텟을 연주한 것으로 추정된다.
음반의 제목은 "완벽한 반대" 또는 그의 진실, 그녀의 진실, 그리고 객관적인 진실 ("모든 이야기의 삼면"이라는 생각)에 기반을 두고 있다.
피터 윌리스는 신성하고 불경한 이분법을 묘사하면서 《Larks' Tongues in Aspic》 커버의 단순화된 버전이며 상승하는 관통 물체는 달의 형상을 막 통과하려는 남성 태양신을 상징한다. 프립에 따르면, 이 작품은 "서양과 동양의 기독교의 화해를 보여주는 작품입니다. 전면 커버에는 남성과 여성의 원리를 나타내는 두 가지 요소가 있습니다. 뒷면 커버에는 세 번째 요소가 함께 그려져 있으며 앞의 반대 항을 조정해 줍니다."
10번~15번 트랙은 2001년 30주년 리마스터에 추가되었다. 앞서 언급한 기악곡인 〈The King Crimson Bobershop〉와 세 가지 번갈아 혼합된 〈Sleepless〉가 있다. 셋 중 두 개는 이전에 영국 12인치 싱글로 발매되었다. 밥 클리어마운틴 믹스는 미국의 워너 브라더스 레코드가 LP를 누르면서 (잘못 인정되고 밴드의 희망에 반하는) 모습을 보였다.
힙합 듀오 갱 스타는 나중에 1989년 데뷔 음반 《No More Mr. Nice Guy》의 〈Words I Manifest (Remix)〉에서 〈Dig Me〉의 소개를 샘플링했다.

## 발매 및 평가
| 평가 점수        | 평가 점수 |
| 출처             | 점수      |
| ---------------- | --------- |
| AllMusic         | [ 4 ]     |
| Robert Christgau | B−        |
| Rolling Stone    | [ 6 ]     |
| Kerrang!         | mixed     |
| Trouser Press    | mixed     |

1984년 3월 27일에 발매된 《Three of a Perfect Pair》는 영국 음반 차트에서 30위에 올랐다.
《트라우저 프레스》는 이 음반을 "세심하게 일치하는 모순에 자부심을 가진 밴드의 가장 불연속적인 음반이라고 했다. "The Left Side"는 아드리안 벨류의 4곡 중 더 가난한 노래와 자생적인 악기이며, 플립은 거의 모든 기악, 거의 자유형에 가깝고, 거의 찬란하다. 첫 두 장의 후반기 킹 크림슨 음반에 대해 비판적으로 호평을 받은 팝/아트 합성을 위조한 프립레시브 "수련(discipline)"은 영구적인 조건이 아니다.
1984년 BBC 라디오 1과의 인터뷰에서 로버트 프립은 음반의 "The Left Side"를 "접근 가능"으로, "The Right Side"를 "지나친"으로 표현했다.
2016년 10월, 스티븐 윌슨과 로버트 프립의 새로운 5.1 서라운드 사운드 믹스는 독립 실행형 CD/DVD 패키지와 《On (and off) The Road (1981–1984)》 박스 세트의 일부로 발매되었다.

## 곡 목록
토니 레빈이 작사/작곡한 〈The King Crimson Barber Shop〉을 제외하고, 모든 곡들은 아드리안 벨류, 빌 브루포드, 로버트 프립 그리고 레빈에 의해 작사/작곡하였다.
| #  | 제목                                                      | 재생 시간 |
| -- | --------------------------------------------------------- | --------- |
| 1. | 〈Three of a Perfect Pair〉                               | 4:13      |
| 2. | 〈Model Man〉                                             | 3:49      |
| 3. | 〈Sleepless〉                                             | 5:24      |
| 4. | 〈Man with an Open Heart〉                                | 3:05      |
| 5. | 〈Nuages (That Which Passes, Passes Like Clouds) (기악)〉 | 4:47      |

| #  | 제목                                          | 재생 시간 |
| -- | --------------------------------------------- | --------- |
| 6. | 〈Industry (기악)〉                           | 7:04      |
| 7. | 〈Dig Me〉                                    | 3:16      |
| 8. | 〈No Warning (기악)〉                         | 3:29      |
| 9. | 〈Larks' Tongues in Aspic (Part III) (기악)〉 | 6:05      |

| #   | 제목                                         | 재생 시간 |
| --- | -------------------------------------------- | --------- |
| 10. | 〈The King Crimson Barber Shop〉             | 1:37      |
| 11. | 〈Industrial Zone A〉                        | 1:44      |
| 12. | 〈Industrial Zone B〉                        | 4:33      |
| 13. | 〈Sleepless (Tony Levin mix)〉               | 7:26      |
| 14. | 〈Sleepless (Bob Clearmountain mix)〉        | 5:24      |
| 15. | 〈Sleepless (François Kevorkian dance mix)〉 | 6:17      |